# Paralinhomoeus lepturus
Paralinhomoeus lepturus is een rondwormensoort uit de familie van de Linhomoeidae. De wetenschappelijke naam van de soort is voor het eerst geldig gepubliceerd in 1907 door De Man.